# Mistrzostwa świata w short tracku
Mistrzostwa świata w short tracku po raz pierwszy odbyły się w USA, w Champaign w roku 1976. Organizatorem mistrzostw jest Międzynarodowa Unia Łyżwiarska (ISU).

## Edycje
| - 1976 - Champaign, USA - 1977 - Grenoble, Francja - 1978 - Solihull, Wielka Brytania - 1979 - Québec, Kanada - 1980 - Mediolan, Włochy - 1981 - Meudon, Francja - 1982 - Moncton, Kanada - 1983 - Tokio, Japonia - 1984 - Peterborough, Wielka Brytania - 1985 - Amsterdam, Holandia - 1986 - Chamonix, Francja - 1987 - Montreal, Kanada - 1988 - Saint Louis, USA - 1989 - Solihull, Wielka Brytania - 1990 - Amsterdam, Holandia - 1991 - Sydney, Australia | - 1992 - Denver, USA - 1993 - Pekin, Chiny - 1994 - Guildford, Wielka Brytania - 1995 - Gjøvik, Norwegia - 1996 - Haga, Holandia - 1997 - Nagano, Japonia - 1998 - Wiedeń, Austria - 1999 - Sofia, Bułgaria - 2000 - Sheffield, Wielka Brytania - 2001 - Jeonju, Korea Południowa - 2002 - Montreal, Kanada - 2003 - Warszawa, Polska - 2004 - Göteborg, Szwecja - 2005 - Pekin, Chiny - 2006 - Minneapolis, USA - 2007 - Mediolan, Włochy | - 2008 - Gangneung, Korea Południowa - 2009 - Wiedeń, Austria - 2010 - Sofia, Bułgaria - 2011 - Sheffield, Wielka Brytania - 2012 - Szanghaj, Chiny - 2013 - Debreczyn, Węgry - 2014 - Montreal, Kanada - 2015 - Moskwa, Rosja - 2016 - Seul, Korea Południowa - 2017 - Rotterdam, Holandia - 2018 - Montreal, Kanada - 2019 - Sofia, Bułgaria - 2020 - Seul, Korea Południowa - 2021 - Dordrecht, Holandia - 2022 - Montreal, Kanada - 2023 - Seul, Korea Południowa | - 2024 - Rotterdam, Holandia - 2025 - Pekin, Chiny - 2026 - Montreal, Kanada - 2027 - Seul, Korea Południowa - 2028 - TBA, Holandia |

## Tabela medalowa
Stan po MŚ 2025.
| Miejsce | Państwo           |     |    |    | Razem |
| ------- | ----------------- | --- | -- | -- | ----- |
| 1.      | Korea Południowa  | 120 | 88 | 73 | 281   |
| 2.      | Kanada            | 74  | 93 | 75 | 242   |
| 3.      | Chiny             | 69  | 54 | 45 | 168   |
| 4.      | Holandia          | 31  | 20 | 25 | 76    |
| 5.      | Stany Zjednoczone | 18  | 19 | 33 | 70    |
| 6.      | Japonia           | 13  | 19 | 20 | 52    |
| 7.      | Węgry             | 9   | 9  | 5  | 23    |
| 8.      | Wielka Brytania   | 7   | 9  | 9  | 25    |
| 9.      | Włochy            | 6   | 19 | 27 | 52    |
| 10.     | Rosja             | 3   | 6  | 11 | 20    |
| 11.     | Australia         | 2   | 6  | 4  | 12    |
| 12.     | Belgia            | 1   | 3  | 5  | 9     |
| 13.     | Bułgaria          | 1   | 2  | 6  | 9     |
| 14.     | Francja           | 1   | 2  | 4  | 7     |
| 15.     | Nowa Zelandia     | 1   | 1  | 0  | 2     |
| 16.     | Polska            | 0   | 2  | 3  | 5     |
| 17.     | Kazachstan        | 0   | 2  | 0  | 2     |
| 18.     | Niemcy            | 0   | 1  | 1  | 2     |
| 19.     | ZSRR              | 0   | 1  | 0  | 1     |

- W latach 1976–2000 medale przyznawano tylko w klasyfikacji łącznej i sztafetach. Od 2001 roku medale przyznawane są także na poszczególnych dystansach.